# Farsan
Fārsān (farsi فارسان) è il capoluogo dello shahrestān di Farsan, circoscrizione Centrale, nella provincia di Chahar Mahal e Bakhtiari. 